# Тринчовиця
Тринчовиця (болг. Трънчовица) — село в Плевенській області, підпорядковане общині Левські, північна Болгарія. Населення — 680 мешканців (2010).

## Географія
Селище розташоване в центральній частині Дунайської рівнини, на великій закруті річки Осам. З трьох боків оточене рікою.
Клімат помірно-континентальний. Літо жарке та сухе, зима холодна. Велика кількість опадів випадає у червні та лютому.
Тринчовиця знаходиться за 34 км на південь від Дунаю, за 50 км на схід від міста Плевен та за 22 км на північний захід від міста Левські.

## Історія
Перші згадки про село датуються XIV століттям. Тоді воно було населено прибічниками єретичного руху павлікіанців і мало назву Павлікіанська Тринчовиця. У XVII столітті місцеві жителі прийняли католицтво. У серединці XVII століття, після повстання, більша частина мешканців переселилась до краю Банат в Австрійській імперії. Тоді ж єпископом став Філіп Станіславов, автор першої болгарської друкованої книги кирилицею «Абагар». 1650-го він заснував у селищі одну з перших шкіл Болгарії.

## Відомі особистості
- Григор Вачков — актор;
- Брунко Ілієв — волейболіст та тренер;
- Мартін Пенєв — волейболіст;
- Адріана Банова — легкоатлетка.